# Kabupaten Kepulauan Yapen
Kabupaten Kepulauan Yapen är ett kabupaten i Indonesien.   Det ligger i provinsen Papua, i den östra delen av landet, 3 300 km öster om huvudstaden Jakarta. Antalet invånare är 82 951. Kabupaten Kepulauan Yapen ligger på ön Pulau Sorenarwa.